# Vertokîiivka, Jîtomîr
Vertokîiivka (în ucraineană Вертокиївка) este localitatea de reședință a comunei Vertokîiivka din raionul Jîtomîr, regiunea Jîtomîr, Ucraina.

## Demografie
Componența lingvistică a localității Vertokîiivka
     Ucraineană (97,88%)
     Rusă (2,12%)
Conform recensământului din 2001, majoritatea populației localității Vertokîiivka era vorbitoare de ucraineană (97,88%), existând în minoritate și vorbitori de rusă (2,12%).